# Elachiptera triangularis
Elachiptera triangularis är en tvåvingeart som beskrevs av Becker 1912. Elachiptera triangularis ingår i släktet Elachiptera och familjen fritflugor.
Artens utbredningsområde är Etiopien. Inga underarter finns listade i Catalogue of Life.